# Fontaine-en-Bray
Pour les articles homonymes, voir Fontaine.
Fontaine-en-Bray est une commune française située dans le département de la Seine-Maritime en région Normandie.

## Géographie

### Hydrographie
La commune est située dans le bassin Seine-Normandie. Elle est drainée par la Canche, le Philbert, le cours d'eau 02 de la commune de Sainte-Geneviève, le fossé 01 de la commune de Neuville-Ferrières, le fossé 02 de la commune de Neuville-Ferrières et le ruisseau des Fontaines,,.

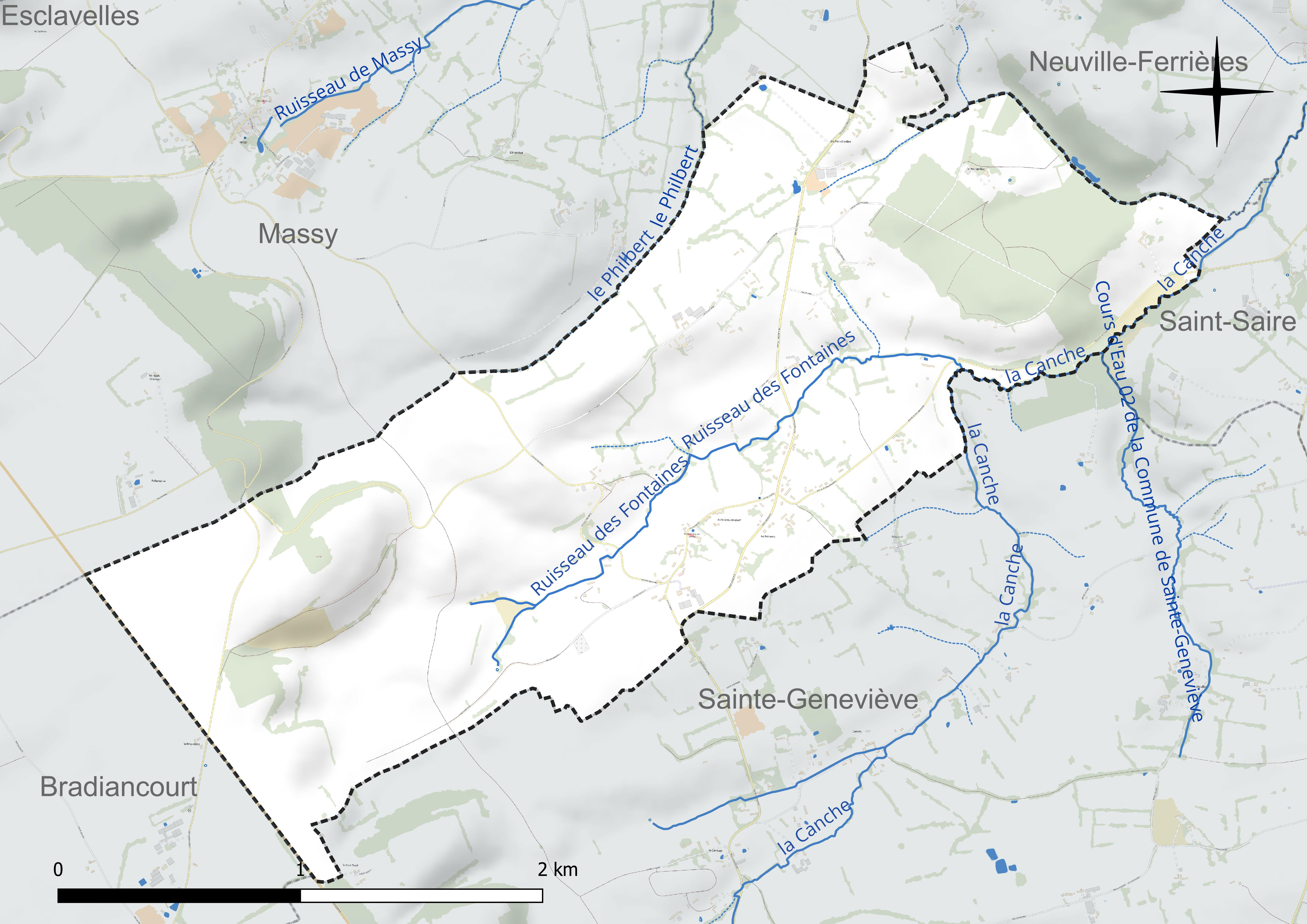
Réseau hydrographique de Fontaine-en-Bray.

### Climat
Pour des articles plus généraux, voir Climat de la Normandie et Climat de la Seine-Maritime.
En 2010, le climat de la commune est de type climat océanique altéré, selon une étude du CNRS s'appuyant sur une série de données couvrant la période 1971-2000. En 2020, Météo-France publie une typologie des climats de la France métropolitaine dans laquelle la commune est exposée à un climat océanique et est dans la région climatique Côtes de la Manche orientale, caractérisée par un faible ensoleillement (1 550 h/an) ; forte humidité de l’air (plus de 20 h/jour avec humidité relative > 80 % en hiver), vents forts fréquents. Parallèlement le GIEC normand, un groupe régional d’experts sur le climat, différencie quant à lui, dans une étude de 2020, trois grands types de climats pour la région Normandie, nuancés à une échelle plus fine par les facteurs géographiques locaux. La commune est, selon ce zonage, exposée à un « climat contrasté des collines », correspondant au Pays de Bray, bien arrosé et frais.
Pour la période 1971-2000, la température annuelle moyenne est de 10,3 °C, avec une amplitude thermique annuelle de 14,3 °C. Le cumul annuel moyen de précipitations est de 902 mm, avec 13,8 jours de précipitations en janvier et 8,6 jours en juillet. Pour la période 1991-2020, la température moyenne annuelle observée sur la station météorologique la plus proche, située sur la commune de Bouelles à 7 km à vol d'oiseau, est de 10,7 °C et le cumul annuel moyen de précipitations est de 838,4 mm,. Pour l'avenir, les paramètres climatiques de la commune estimés pour 2050 selon différents scénarios d’émission de gaz à effet de serre sont consultables sur un site dédié publié par Météo-France en novembre 2022.

## Urbanisme

### Typologie
Au 1er janvier 2024, Fontaine-en-Bray est catégorisée commune rurale à habitat dispersé, selon la nouvelle grille communale de densité à sept niveaux définie par l'Insee en 2022.
Elle est située hors unité urbaine. Par ailleurs la commune fait partie de l'aire d'attraction de Neufchâtel-en-Bray, dont elle est une commune de la couronne,. Cette aire, qui regroupe 15 communes, est catégorisée dans les aires de moins de 50 000 habitants,.

### Occupation des sols
L'occupation des sols de la commune, telle qu'elle ressort de la base de données européenne d’occupation biophysique des sols Corine Land Cover (CLC), est marquée par l'importance des territoires agricoles (90 % en 2018), en diminution par rapport à 1990 (91,7 %). La répartition détaillée en 2018 est la suivante : 
prairies (52,9 %), terres arables (37,1 %), forêts (10 %). L'évolution de l’occupation des sols de la commune et de ses infrastructures peut être observée sur les différentes représentations cartographiques du territoire : la carte de Cassini (XVIIIe siècle), la carte d'état-major (1820-1866) et les cartes ou photos aériennes de l'IGN pour la période actuelle (1950 à aujourd'hui).

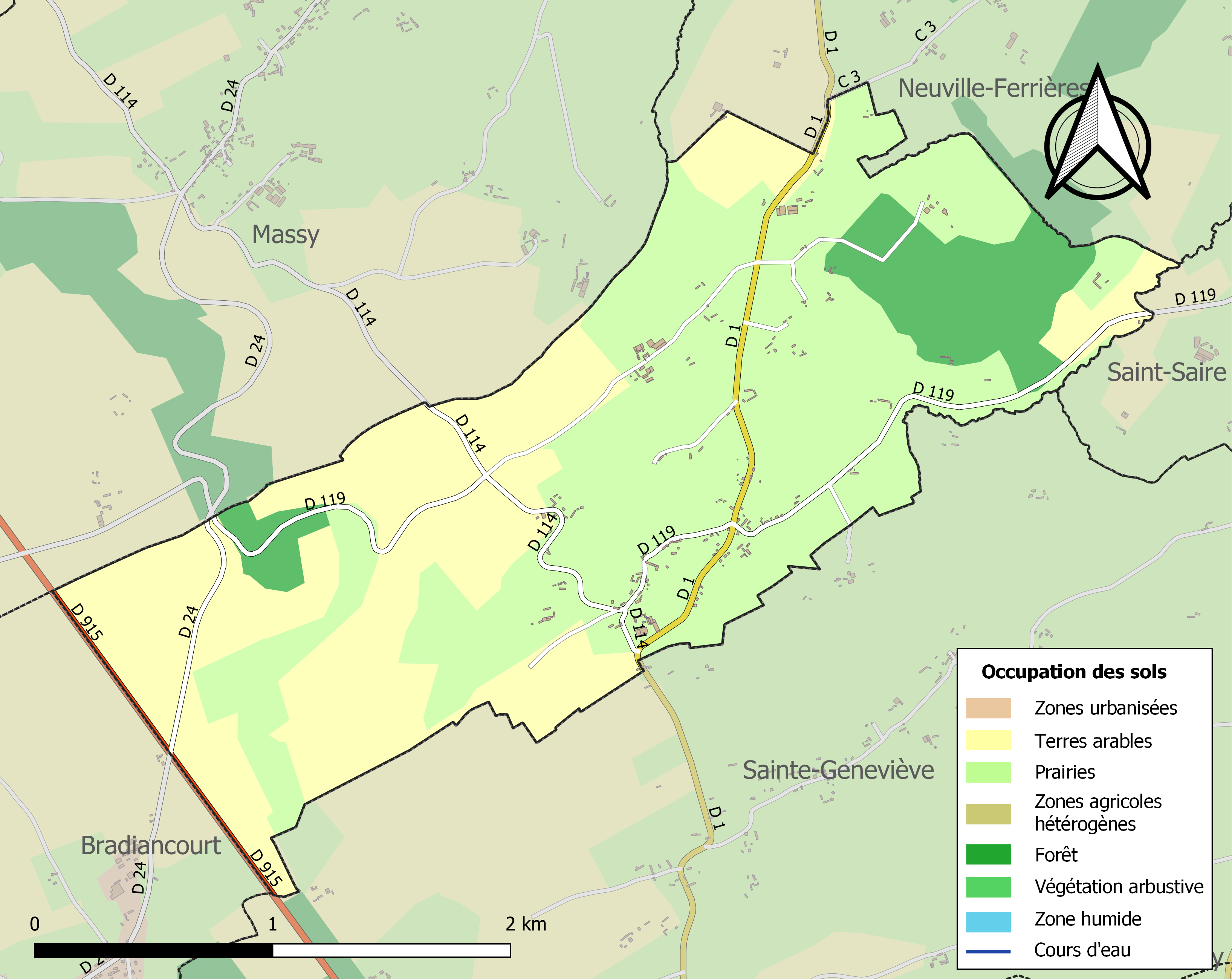
Carte des infrastructures et de l'occupation des sols de la commune en 2018 (CLC).

## Toponymie
Le nom de la localité est attesté sous la forme Fontes in Braio entre 1017 et 1021.
Fontaine-en-Bray est situé à la source de plusieurs petits affluents de la Béthune.
Le pays de Bray est une région naturelle du Nord-Ouest de la France. À cheval sur les départements de Seine-Maritime et de l'Oise.

## Politique et administration

### Rattachements administratifs et électoraux
La commune se trouve depuis 1926 dans l'arrondissement de Dieppe du département de la Seine-Maritime. Pour l'élection des députés, elle fait partie depuis 2012 de la dixième circonscription de la Seine-Maritime.
Elle faisait partie depuis 1793 du canton de Saint-Saëns. Dans le cadre du redécoupage cantonal de 2014 en France, Fontaine-en-Bray est désormais intégrée au canton de Neufchâtel-en-Bray.

### Intercommunalité
Fontaine-en-Bray était devenu membre en 1994 de la petite communauté de communes de Saint-Saëns-Porte de Bray.
Dans le cadre de l'approfondissement de la coopération intercommunale prévu par la Loi portant nouvelle organisation territoriale de la République (Loi NOTRe) du 7 août 2015, cette intercommunalité a fusionné avec sa voisine pour former, le 1er janvier 2017, la communauté de communes dénommée Communauté Bray-Eawy, dont est désormais membre la commune.

### Liste des maires
| Période                                  | Période                   | Identité      | Étiquette | Qualité |
| ---------------------------------------- | ------------------------- | ------------- | --------- | ------- |
| Les données manquantes sont à compléter. |                           |               |           |         |
| avant 1988                               | ?                         | Roland Vardon |           |         |
| Les données manquantes sont à compléter. |                           |               |           |         |
| mars 2001                                | mai 2020                  | Isabelle Padé |           |         |
| mai 2020 ,                               | En cours (au 28 mai 2020) | Fouad Nammour |           |         |

## Population et société

### Démographie
L'évolution du nombre d'habitants est connue à travers les recensements de la population effectués dans la commune depuis 1793. Pour les communes de moins de 10 000 habitants, une enquête de recensement portant sur toute la population est réalisée tous les cinq ans, les populations de référence des années intermédiaires étant quant à elles estimées par interpolation ou extrapolation. Pour la commune, le premier recensement exhaustif entrant dans le cadre du nouveau dispositif a été réalisé en 2004.

En 2022, la commune comptait 167 habitants, en évolution de −6,18 % par rapport à 2016 (Seine-Maritime : +0,35 %, France hors Mayotte : +2,11 %).
| 1793 | 1800 | 1806 | 1821 | 1831 | 1836 | 1841 | 1846 | 1851 |
| ---- | ---- | ---- | ---- | ---- | ---- | ---- | ---- | ---- |
| 310  | 294  | 231  | 250  | 260  | 242  | 240  | 250  | 223  |

| 1856 | 1861 | 1866 | 1872 | 1876 | 1881 | 1886 | 1891 | 1896 |
| ---- | ---- | ---- | ---- | ---- | ---- | ---- | ---- | ---- |
| 222  | 224  | 230  | 226  | 228  | 248  | 240  | 223  | 222  |

| 1901 | 1906 | 1911 | 1921 | 1926 | 1931 | 1936 | 1946 | 1954 |
| ---- | ---- | ---- | ---- | ---- | ---- | ---- | ---- | ---- |
| 208  | 239  | 205  | 213  | 204  | 211  | 214  | 268  | 208  |

| 1962 | 1968 | 1975 | 1982 | 1990 | 1999 | 2004 | 2006 | 2009 |
| ---- | ---- | ---- | ---- | ---- | ---- | ---- | ---- | ---- |
| 211  | 204  | 161  | 140  | 164  | 170  | 159  | 160  | 158  |

| 2014 | 2019 | 2022 | - | - | - | - | - | - |
| ---- | ---- | ---- | - | - | - | - | - | - |
| 175  | 173  | 167  | - | - | - | - | - | - |

### Enseignement
Les enfants de la commune sont scolarisés au sein d'un regroupement pédagogique intercommunal qui regroupe Fontaine-en-Bray / Massy et Sainte-Geneviève. La classe de Fontaine a été supprimée à la rentrée 2017-2018.

### Équipements municipaux
À la suite de la fermeture de l'école en 2017, le conseil municipal a décidé de transférer la mairie dans la classe, afin d'éviter d'avoir à réaliser des travaux permettant l'accès de l'ancien édifice pour le rendre accessible aux personnes à mobilité réduite.

## Culture locale et patrimoine

### Lieux et monuments
- Église Saint-Sulpice.
- Croix de Fontaine-en-Bray.

### Héraldique
| Blason de Fontaine-en-Bray | Blason  | Coupé : au 1er parti au I de gueules à deux léopards d'or, armés et lampassés d'azur l'un sur l'autre, au II d'azur à trois fasces ondées d'argent, au 2d de sinople à sept épis de blé, empoignés en éventail et liés de gueules. |
| Blason de Fontaine-en-Bray | Détails | Les deux léopards d'or sur champ de gueules rappellent les armes de la Normandie. |